# جاك لافي
جاك لافي (بالإنجليزية: Jacques Levy)‏ هو كاتب أغاني وعالم نفس وملحن ومخرج أمريكي، ولد في 29 يوليو 1935 في نيويورك في الولايات المتحدة، وتوفي بنفس المكان في 30 سبتمبر 2004.

## وصلات خارجية
- جاك لافي على موقع IMDb (الإنجليزية)
- جاك لافي على موقع ميوزك برينز (الإنجليزية)
- جاك لافي على موقع قاعدة بيانات برودواي على الإنترنت (الإنجليزية)
- جاك لافي على موقع أول ميوزيك (الإنجليزية)
- جاك لافي على موقع ديسكوغز (الإنجليزية)
- جاك لافي على موقع قاعدة بيانات الفيلم (الإنجليزية)